# Karl Erik Hjalmarson
Karl Erik Ingemar Hjalmarson, född 21 juni 1918 i Norberg, död 11 mars 2003 i Lidingö, var en svensk arkitekt.

## Biografi
Karl Erik Hjalmarson växte upp på Abrahamsgården i Norberg. Han utbildade sig först till byggnadsingenjör på Stockholms Tekniska Institut med examen 1939 och därefter på Kungliga Tekniska högskolan i Stockholm. Han arbetade från 1939 under Erik Lundberg för Samfundet för Hembygdsvård från 1939. 
Han arbetade bland annat med kyrkorestaureringar. Han har varit anställd på Byggnadsstyrelsen och haft egen arkitektbyrå tillsammans med Erik Strömberg från omkring 1950 till omkring 1975. Han har också varit anställd på Svenska Handelsbanken för att restaurera Fersenska palatset i Stockholm.
Karl Erik Hjalmarson var gift med Anna Lisa Brander (1918–2010). Makarna Hjalmarson är begravda på Lidingö kyrkogård.

## Verk i urval
- Samlingslokal i Iggesund, 1943

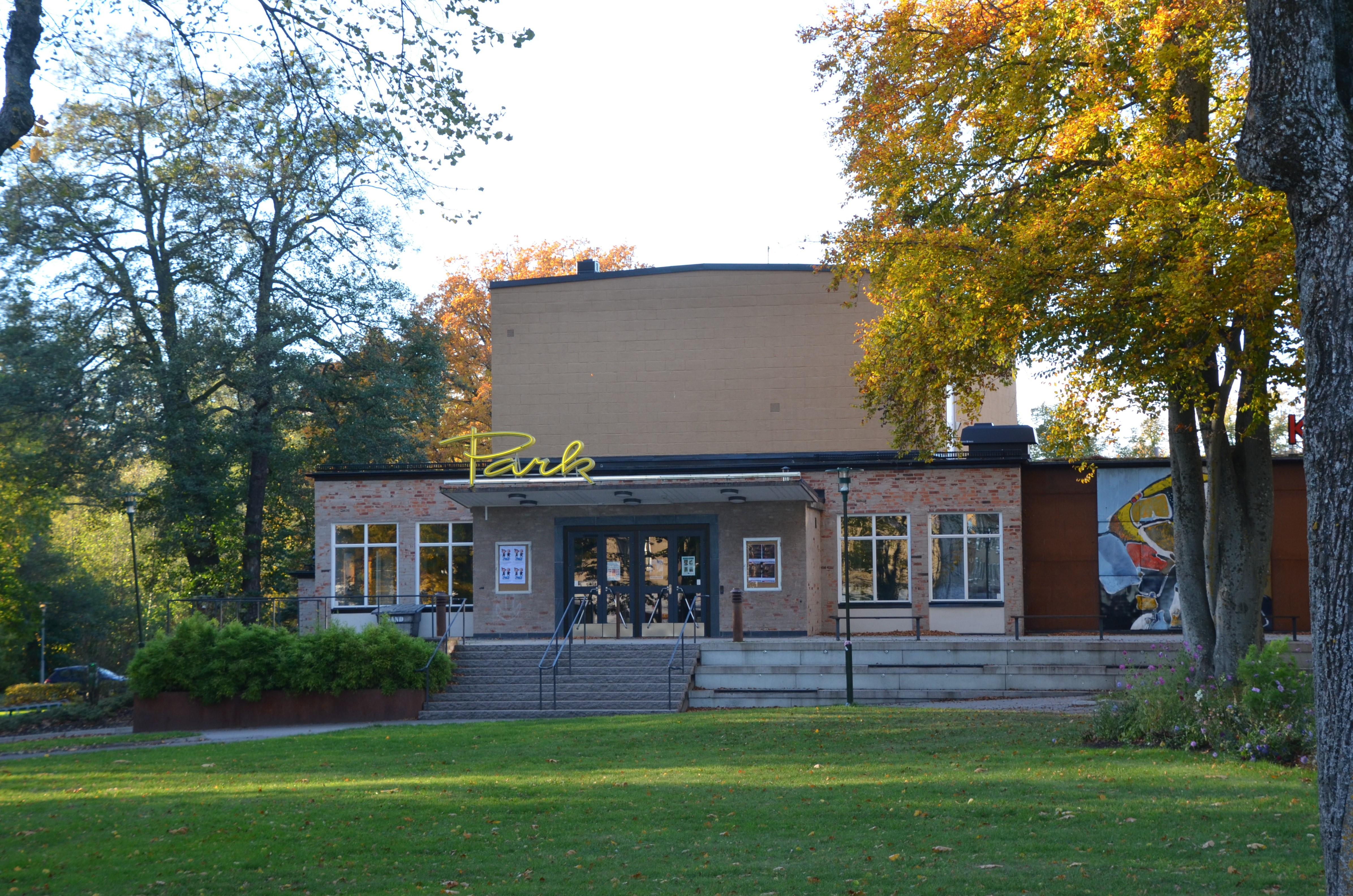
Medborgarhuset Park i Hjo

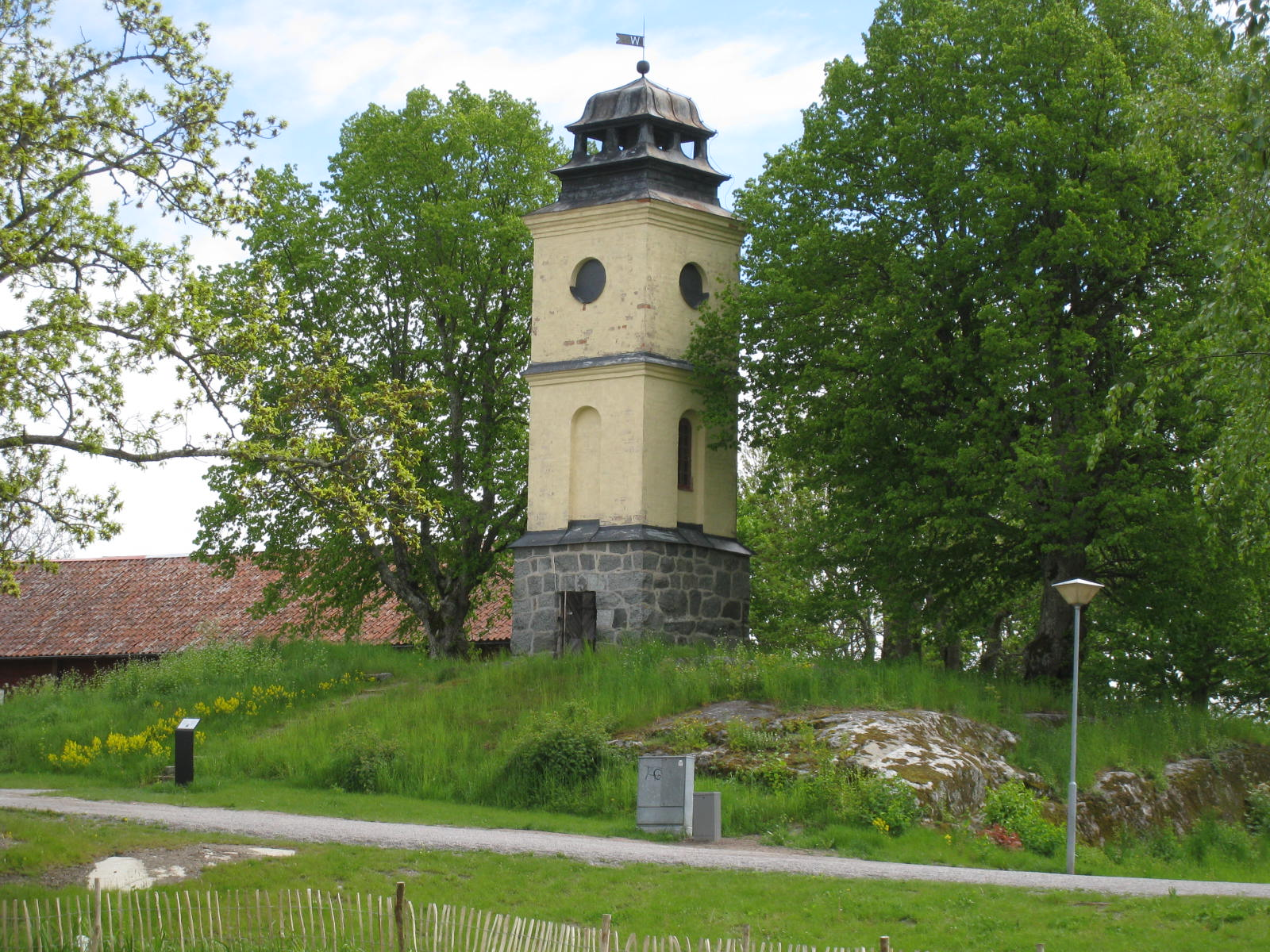
Klockstapeln på Venngarn, en ombyggd transformatorststion

- Södra Kungsvägen, kvarteret Vallhall yttre 20, Lidingö, ursprungligen flerbostadshus, 1948
- Alskogs kyrka, 1950
- Prästgård i Askim, Göteborg, 1951
- Hanebo församlingshem, 1952, samt ombyggnad av prästgården och restaurering av kyrkan
- Stenkumla kyrka, restaurering, 1952
- Fardhems kyrka, restaurering, 1952
- Venngarns slott, om- och tillbyggnader, 1950-talet
- Medborgarhuset Park i Hjo, 1954–1958
- Bruhnska gården i Hudiksvall, restaurering, 1955
- Egen villa, Vattentornstigen 11, Lidingö, 1955
- Garde kyrka, restaurering 1963–1970
- Husbykyrkan, Husby, Stockholm. 1976
- Restaurering av Mälsåkers slott
- Landstatshuset i Nyköping
- Domargården i Mjölby